# Unterseeboot 335
Le Unterseeboot 335 (ou U-335) est un sous-marin allemand (U-Boot) de type VII.C utilisé par la Kriegsmarine (marine de guerre allemande) pendant la Seconde Guerre mondiale.

## Construction
L'U-335 est un sous-marin océanique de type VII C. Construit dans les chantiers de Nordseewerke à Emden, la quille du U-335 est posée le 3 janvier 1941 et il est lancé le 15 octobre 1941. L'U-335 entre en service deux mois plus tard.

## Historique
Mis en service le 17 décembre 1941, l'Unterseeboot 335 suit sa période d'entraînement initial à Danzig au sein de la 8. Unterseebootsflottille jusqu'au 31 juillet 1942, puis l'U-335 est affecté à son unité de combat dans la 6. Unterseebootsflottille, à la base sous-marine de Saint-Nazaire, base qu'il n'attendra jamais.
Il réalise sa première et dernière patrouille, quittant le port de Kiel le 18 mars 1942 sous les ordres du Kapitänleutnant Hans-Hermann Pelkner. Après cinq jours en mer, l'U-335 est coulé le 3 août 1942 dans l'Atlantique Nord au sud-est des Îles Féroé à la position géographique de 62° 48′ N, 0° 12′ O par des torpilles du sous-marin anglais HMS Saracen.
43 des 44 membres d'équipage meurent dans cette attaque, il y a un survivant.

## Affectations
- 8. Unterseebootsflottille à Danzig du 17 décembre 1941 au 31 juillet 1942 (Flottille d'entraînement).
- 6. Unterseebootsflottille à Saint-Nazaire du 1er août au 3 août 1942 (Flottille de combat).

## Commandements
- Kapitänleutnant Hans-Hermann Pelkner du 17 décembre 1941 au 3 août 1942

## Patrouilles
|       | Commandant                  | Départ          | Départ | Arrivée     | Arrivée | Jours   | Succès |
| ----- | --------------------------- | --------------- | ------ | ----------- | ------- | ------- | ------ |
| 1     | Kptlt. Hans-Hermann Pelkner | 30 juillet 1942 | Kiel   | 3 août 1942 | Coulé   | 5 jours |        |
| Total | Total                       | Total           | Total  | Total       | Total   | 5 jours | 0 t    |

Note : Kplt. = Kapitänleutnant

### Opérations Wolfpack
L'U-335 n'a pas opéré avec les Wolfpacks (meute de loups) durant sa carrière opérationnelle.

## Navires coulés
L'Unterseeboot 335 n'a ni coulé, ni endommagé de navire ennemi au cours de l'unique patrouille (cinq jours en mer) qu'il effectua.

### Source et bibliographie
- (en) Cet article est partiellement ou en totalité issu de l’article de Wikipédia en anglais intitulé « German submarine U-335 » (voir la liste des auteurs).
- Chris Bishop, historien militaire (trad. de l'anglais par Christian Muguet), Les sous-marins de la Kriegsmarine : 1939-1945 : le guide d'identification des sous-marins [« The spellmount submarine identification guide : Kriegsmarine U-boats 1939-1945 »], Paris, Éd. de Lodi, 2008, 192 p. (ISBN 978-2-84690-327-1, OCLC 470721805, BNF 41298980)